# 조 다신

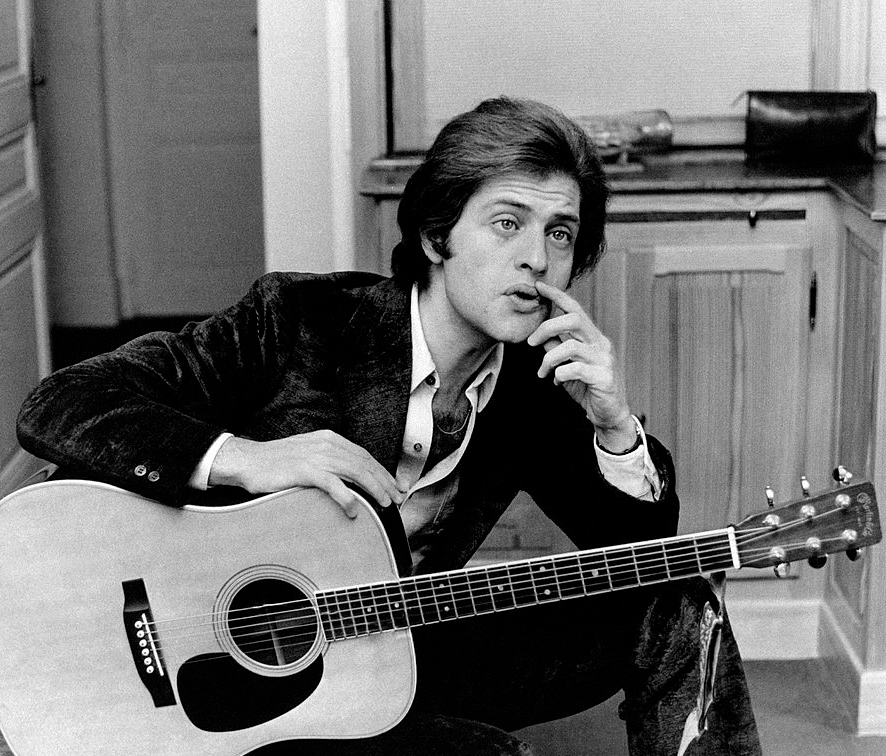
조 다신

조셉 아이라 다신(Joseph Ira Dassin, 1938년 11월 5일 ~ 1980년 8월 20일), 프랑스계 미국인 가수이자 작곡가였다.
미국의 영화 감독 줄스 다신의 아들로 뉴욕시에서 태어나 브롱스의 히브리고등학교를 졸업하여 줄리아드 스쿨에서 해럴드 버클리와 함께 공부했다.

## 어린 시절
다신은 1938년 11월 5일 뉴욕 브루클린에서 태어났다. 그의 아버지 줄스는 뉴욕시에서 활동하는 연극 감독이었고 그의 어머니 베아트리스 라우너는 바이올리니스트였다. 다신은 1950년에 부모님이 할리우드 블랙리스트에 오르기 전까지 뉴욕시와 로스앤젤레스에서 살았다. 다신은 10세에서 15세 사이에 11번이나 학교를 옮겼다. 다신은 유럽에서 생활하면서 자신이 실제로 프랑스 혈통이라는 사실을 알게 되었고 새로운 희망을 갖게 되었다. 다신은 미국으로 돌아와서 미시간 대학에 진학했다. 그는 인류학과 관련된 예술 분야에서 학사 및 석사 학위를 취득했다.
프랑스로 돌아온 다생은 아버지의 기술자로 일했고, 아버지가 감독한 세 편의 영화에서 조연을 맡은 배우로 출연했다. 1964년 후반, 다신은 영어와 프랑스어를 유창하게 구사할 수 있는 능력을 갖추면서 음반 계약을 맺었다. 다신의 모국어는 기본적으로 프랑스어였지만, 그는 영어, 그리스어, 독일어, 이탈리아어, 스페인어에도 능통해서 총 6개 언어를 구사하게 되었다.

## 개인 생활
다생은 1966년 1월 18일 프랑스 파리에서 마리즈 마시에라와 결혼했다. 그들의 아들 조슈아는 1973년 9월 12일에 두 달 반 일찍 태어났고, 5일 후에 사망했다. 다신은 아들의 죽음으로 인해 극심한 우울증에 빠졌고, 음악 경력을 거의 끝낼 뻔했다. 결국 두 부부는 이혼했다.
1978년 1월 14일, 다신은 프랑스 코티냑에서 크리스틴 델보와 결혼했다. 그들의 첫째 아들 조나단은 1978년 9월 14일에 태어났고, 둘째 아들 줄리앙은 1980년 3월 22일에 태어났다. 크리스틴은 1995년 12월에 사망했다.

## 죽음
1980년 8월 20일, 다신은 타히티의 파페에테에서 휴가를 보내며 친구와 가족과 함께 점심을 먹었다. 세션 중에 다신이 갑자기 쓰러졌고, 현장에서 점심을 먹던 의사도 그 소동을 목격했다. 의사는 다신에게 심폐소생술을 시행했지만 실패했고 구급차가 도착하기까지 40분이 걸렸다. 다신은 41세의 나이로 사망이 선고되었다. 그의 죽음의 원인은 심장마비였다.

## 디스코그래피

### 스튜디오 음반
| 연도 | 음반                                     | 레이블 | 비고                                                                           |
| ---- | ---------------------------------------- | ------ | ------------------------------------------------------------------------------ |
| 1966 | Joe Dassin à New York                    | CBS    |                                                                                |
| 1967 | Les deux mondes de Joe Dassin            | CBS    |                                                                                |
| 1969 | Joe Dassin (Les Champs-Élysées)          | CBS    | Reissued in 2010 « Les essentiels », Sony BMG.                                 |
| 1970 | Joe Dassin (La Fleur aux dents)          | CBS    | Reissued as vinyl replica in 2009, Culture Factory.                            |
| 1971 | Joe Dassin (Elle était... Oh !)          | CBS    |                                                                                |
| 1972 | Joe                                      | CBS    |                                                                                |
| 1973 | 13 chansons nouvelles                    | CBS    |                                                                                |
| 1974 | Joe Dassin (Si tu t'appelles Mélancolie) | CBS    |                                                                                |
| 1975 | Joe Dassin (Le Costume blanc)            | CBS    |                                                                                |
| 1976 | Le Jardin du Luxembourg                  | CBS    |                                                                                |
| 1978 | Les femmes de ma vie                     | CBS    |                                                                                |
| 1978 | 15 ans déjà...                           | CBS    |                                                                                |
| 1979 | Blue Country                             | CBS    | Guitar and harmonica : Tony Joe White; Reissued in 1979 with a blue disc, CBS. |

## 영화
- 1963년: 토프카피